# Jesús Murgui i Soriano
Jesús Murgui i Soriano (València, 17 d'abril de 1946) és un religiós catòlic valencià. Al llarg de la seva trajectòria exercí de bisbe auxiliar de València (1996-1999), administrador apostòlic de Menorca (1999-2001), bisbe de Mallorca (2003-2012) i bisbe d'Oriola-Alacant (2012-2021).
Murgui és sacerdot des del 21 de setembre de 1969, estudià al Seminari Metropolità de València (Montcada), obtingué la llicenciatura en teologia per la Universitat Pontifícia de Salamanca i posteriorment es doctorà a la Universitat Gregoriana de Roma.
Entre 1969 i 1973 fou coadjuntor i entre 1973 i 1993 rector de diverses parròquies de l'arxidiòcesi de València. Precisament el 1993 fou promogut a vicari episcopal. Durant aquests anys també fou consiliari diocesà del Moviment Junior (1973-1979) i també de joves d'Acció Catòlica (1975-1979).
El nomenament de bisbe auxiliar de València arribà el 25 de març de 1996, encara que no rebé l'ordenació episcopal fins a l'11 de maig. Més tard fou administrador apostòlic de Menorca entre 1999 i 2001. També exercí dins la Conferència Episcopal Espanyola membre de la comissió pastoral entre els anys 1996 i 1999, i a partir 1996 també ho és de la comissió del clergat.
El desembre de 2003 fou nomenat pel papa Joan Pau II bisbe de Mallorca. El 2012 fou traslladat al bisbat d'Oriola-Alacant.